# Liste der geschützten Landschaftsbestandteile in Riegelsberg
Die Liste der geschützten Landschaftsbestandteile in Riegelsberg nennt die geschützten Landschaftsbestandteile in Riegelsberg im Regionalverband Saarbrücken im Saarland. Geschützte Landschaftsbestandteile sind Elemente aus der Natur und Landschaft, die zur Erhaltung, Wiederherstellung und Entwicklung unter Schutz gestellt werden. Weitere Bedeutung haben sie als Habitate für bestimmte wild lebende Tier- und Pflanzenarten.

## Liste
| Bild | Bezeichnung                            | Ort          | Beschreibung | Fläche (ha) | Koord.                          | Kennung alte Kennung       |
| ---- | -------------------------------------- | ------------ | --- | ----------- | ------------------------------- | -------------------------- |
|      | Vogelschutzgehölze Buchschachen        | Riegelsberg  | für Ortsbild, Erosionsschutz, Geländeklima, Artenschutz und Erholung wichtigere Gehölz- und Baumbestand                                             |             | 49° 18′ 22,3″ N, 6° 56′ 7,8″ O  | GLB-062-RVS-RIE D 5.03.004 |
|      | Hohlwiesbach (Teilbereich Riegelsberg) | Riegelsberg  | Bachtal mit begleitender Vegetation (Auwald / Hochstaudenflur)                                                                                      | 0,8         | 49° 19′ 37,9″ N, 6° 54′ 22,7″ O | GLB-063-RVS-RIE D 5.03.005 |
|      | Bietschwies (Teilbereich Riegelsberg)  | Riegelsberg  | Nass- und Feuchtwiesen mit faunistischer Bedeutung. Prägend für die Ortsbildgliederung                                                              | 4           | 49° 19′ 49,4″ N, 6° 55′ 4,4″ O  | GLB-064-RVS-RIE D 5.03.006 |
|      | Walpershofer Steinbach                 | Walpershofen | Feucht- und Nasswiesen, Gehölzstrukturen und Großseggenried, Lebensraum für Libellen und Vögel                                                      | 1,6         | 49° 19′ 25″ N, 6° 54′ 23,8″ O   | GLB-065-RVS-RIE D 5.03.007 |
|      | Am Mühlengraben / Weierwies            | Walpershofen | durch Quell- und Feuchtbereiche gekennzeichneter Auenbogen. Bildet zusammen mit umgebenden Wiesen und Grünflächen einen geschlossenen Biotopkomplex | 2,4         | 49° 19′ 17,8″ N, 6° 54′ 56,5″ O | GLB-066-RVS-RIE D 5.03.008 |
|      | Baumhecke Güchenbach                   | Güchenbach   | kleinerer, dicht bewachsener Grabenbruch am Rand der bebauten Ortslage.                                                                             | 2           | 49° 18′ 42,5″ N, 6° 56′ 59,6″ O | GLB-067-RVS-RIE D 5.03.009 |